# Angelo Mascheroni
Angelo Mascheroni (* 13. Oktober 1929 in Sesto San Giovanni) ist ein italienischer römisch-katholischer Geistlicher und emeritierter Weihbischof in Mailand.

## Leben
Angelo Mascheroni empfing am 7. Juni 1952 die Priesterweihe für das Erzbistum Mailand.
Papst Johannes Paul II. ernannte ihn am 9. Juni 1990 zum Weihbischof in Mailand und Titularbischof von Forum Flaminii. Der Erzbischof von Mailand, Carlo Maria Kardinal Martini SJ, spendete ihm am 24. Juni desselben Jahres die Bischofsweihe; Mitkonsekratoren waren Alessandro Maggiolini, Bischof von Como, und Bernardo Citterio, Weihbischof in Mailand.
Am 10. Januar 2005 nahm Papst Johannes Paul II. seinen altersbedingten Rücktritt an.